# Ангольско-зимбабвийские отношения
Ангольско-зимбабвийские отношения — двусторонние дипломатические отношения между Анголой и Зимбабве. 

## История
15 ноября 1994 года президент Зимбабве Роберт Мугабе и президент ЮАР Нельсон Мандела встретились в Лусаке (Замбия) для обсуждения Лусакского протокола (мирного соглашения, подписанного в августе по прекращению гражданской войны в Анголе). Мугабе и Мандела сделали совместное заявление, что они готовы встретиться с Жонашом Савимби, лидером прозападной группы боевиков УНИТА. Мандела пригласил Савимби прибыть на переговоры в Южную Африку, но Савимби отказался. В 1998 году правительство Анголы закупило боеприпасы и обмундирование из Зимбабве в нарушение эмбарго на поставку оружия, введенного в соответствии с Лусакским протоколом. В 2002 году благодаря иностранным поставкам оружия правительство Анголы одержало победу в гражданской войне.
В 1998 году Ангола, Намибия и Зимбабве направили свои войска для участия во Второй конголезской войне (1998—2003) на стороне президента ДР Конго Жозефа Кабилы, который воевал против Освободительного движения Конго, Уганды, Движения за конголезскую демократию и Руанды. В 2002 году вооружённые силы Анголы и других соседних стран покинули территорию ДР Конго, но Руанда и Зимбабве продолжили войну. 
В 2003 году Transparency International назвал правительства Анголы и Зимбабве самыми коррумпированными в Южной Африке. В июне 2015 года посол Анголы в Зимбабве сделал заявление, что между странами сложились отличные отношения, основанные на общих политических и экономических интересах. В сентябре 2016 года правительства обеих стран сделали заявления, что Ангола и Зимбабве будут укреплять сотрудничество в военной сфере.
В ноябре 2017 года в Зимбабве произошёл военный переворот, президент Роберт Мугабе был взят под стражу. 21 ноября 2017 года президент Анголы Жуан Лоренсу вылетел в Замбию для координации действий с Эдгаром Лунгу по ситуации в Зимбабве. Жуан Лоренсу высказал готовность лично прибыть в Хараре для участия в разрешении политического кризиса в Зимбабве.

## Торговля
В 1992 году была создана совместная торговая комиссия, в задачи которой входило сокращение торговых барьеров между странами. В 2017 году Ангола импортировала сельскохозяйственную технику из Зимбабве.